# كاذي هرمي
كاذي هرمي (الاسم العلمي:Pandanus pyramidalis) هو نوع من النباتات يتبع جنس الكاذي من الفصيلة الكاذية.